# Liste von Lokomotiven auf der Weltausstellung Brüssel 1910
Die Liste von Lokomotiven auf der Weltausstellung Brüssel 1910 führt die Lokomotiven auf, die an der Weltausstellung Brüssel 1910 zu sehen waren. Die Lokomotiven waren in zwei Hallen untergebracht: einer internationalen Eisenbahnhalle und einer separaten Halle für die deutschen Exponate, einzig die Lokomotive der Katangabahn in Belgisch Kongo war in einer kleinen Halle außerhalb des Hauptausstellungsgeländes in Tervuren untergebracht. Von den insgesamt 60 ausgestellten Lokomotiven stammten 32 aus Belgien, 11 Lokomotiven aus Deutschland und neun aus Frankreich. Exponate aus Österreich-Ungarn oder der Schweiz fehlten. Von den belgischen Lokomotiven war teilweise mehrere Exemplare derselben Baureihe ausgestellt, so gab es von der Schnellzuglokomotive der Reihe 9 gleich sechs Lokomotiven verschiedener Hersteller.
Dominierte an der Weltausstellung Paris 1900 noch die Zweizylinder-Verbundlokomotiven, waren diese in Brüssel vollständig verschwunden zugunsten von Heißdampf-Lokomotiven mit einfacher Dampfdehnung oder Vierzylinder-Heißdampf-Verbund-Maschinen. Bei den Schnellzuglokomotiven waren vor allem Dreikuppler zu sehen, davon die Hälfte als Pacific ausgeführt.

## Lokomotiven mit Schlepptender
| Nr. | Land               | Bahngesellschaft                                    | Kürzel           | Baureihe | Betriebsnummer | Hersteller                   | Bauart                                  | Bild |
| --- | ------------------ | --------------------------------------------------- | ---------------- | -------- | -------------- | ---------------------------- | --------------------------------------- | ---- |
| 1   | Preußen            | Preußische Staatseisenbahnen                        | K.P.u.G.H.St.E.  | S 6      | Breslau 632    | Linke-Hofmann-Werke          | 2’B h2                                  |      |
| 2   | Preußen            | Preußische Staatseisenbahnen                        | K.P.u.G.H.St.E.  | S 9      | Hannover 5801  | Hanomag                      | 2’B1’ n4v                               |      |
| 3   | Dänemark           | Dänische Staatsbahnen                               | DSB              | DSB P    | 924 P          | Schwartzkopff                | 2’B1’ n4v                               |      |
| 4   | Frankreich         | Chemins de fer du Nord                              | Nord             |          | 2.741          | Schneider-Creusot            | 2’B2’ n4vWasserrohrkessel               |      |
| 5   | Königreich Italien | Ferrovie dello Stato Italiane                       | FS               | 640"     | 64.092         | Breda                        | 1’C h2                                  |      |
| 6   | Sachsen            | Sächsische Staatseisenbahnen                        | K.Sächs.Sts.E.B. | XII H2   | 651            | Hartmann                     | 2’C h2                                  |      |
| 7   | Preußen            | Preußische Staatseisenbahnen                        | K.P.u.G.H.St.E.  | S 10     | Erfurt 801     | Schwartzkopff                | 2’C h4                                  |      |
| 8   | Belgien            | Chemins de fer de l'État belge                      | EB               | Reihe 9  | 4041           | Thiriau                      | 2’C h4                                  |      |
| 9   | Belgien            | Chemins de fer de l'État belge                      | EB               | Reihe 9  | 4042           | Gilly                        | 2’C h4                                  |      |
| 10  | Belgien            | Chemins de fer de l'État belge                      | EB               | Reihe 9  | 4043           | Gilain                       | 2’C h4                                  |      |
| 11  | Belgien            | Chemins de fer de l'État belge                      | EB               | Reihe 9  | 4044           | Biesme                       | 2’C h4                                  |      |
| 12  | Belgien            | Chemins de fer de l'État belge                      | EB               | Reihe 9  | 4045           | La Meuse                     | 2’C h4                                  |      |
| 13  | Belgien            | Chemins de fer de l'État belge                      | EB               | Reihe 9  | 4046           | Energie                      | 2’C h4                                  |      |
| 14  | Frankreich         | Chemins de fer du Nord                              | Nord             |          | 3.526          | Werkstatt Hellemmes          | 2’C n4v                                 |      |
| 15  | Frankreich         | Chemins de fer de l’Est                             | Est              |          | 3166           | Werkstatt Épernay            | 2’C h4v                                 |      |
| 16  | Frankreich         | Chemin de Fer du Midi                               | Midi             |          | 3051           | SACM                         | 2’C1’ h4v                               |      |
| 17  | Bayern             | Bayerische Staatsbahn                               | K.Bay.Sts.B.     | S 3/6    | 3602           | J. A. Maffei                 | 2’C1’ h4v                               |      |
| 18  | Frankreich         | Chemin de fer de Paris à Orléans                    | PO               | 4500     | 4600           | Cail                         | 2’C1’ h4v                               |      |
| 19  | Frankreich         | Chemins de fer de l’État                            | État             |          | 231-011        | Fives-Lille                  | 2’C1’ n4v                               |      |
| 20  | Belgien            | Chemins de fer de l'État belge                      | EB               | Reihe 10 | 4501           | Cockerill                    | 2’C1’ h4                                |      |
| 21  | Belgien            | Chemins de fer de l'État belge                      | EB               | Reihe 10 | 4502           | St. Léonard                  | 2’C1’ h4                                |      |
| 22  | Belgien            | Chemins de fer de l'État belge                      | EB               | Reihe 10 | 4503           | Zimmermann                   | 2’C1’ h4                                |      |
| 23  | Belgien            | Chemins de fer de l'État belge                      | EB               | Reihe 32 | 4311           | Detombay                     | C h2                                    |      |
| 24  | Preußen            | Preußische Staatseisenbahnen                        | K.P.u.G.H.St.E.  | G 7.1    | Essen 5896     | Schichau                     | D n2                                    |      |
| 25  | Preußen            | Preußische Staatseisenbahnen                        | K.P.u.G.H.St.E.  | G 8      | Frankfurt 4841 | Vulcan Stettin               | D h2 Gleichstrom-Zylinder System Stumpf |      |
| 26  | Frankreich         | Chemins de fer de Paris à Lyon et à la Méditerranée | PLM              | 4700     | 4887           | Batignolles                  | 2’D n4v                                 |      |
| 27  | Preußen            | Preußische Staatseisenbahnen                        | K.P.u.G.H.St.E.  | G 10     | 5101           | Henschel Fabriknummer 10.000 | E h2                                    |      |
| 28  | Königreich Italien | Ferrovie dello Stato Italiane                       | FS               | 470      | 47.143         | Miani & Silvestri            | E n4v                                   |      |
| 29  | Frankreich         | Chemin de fer de Paris à Orléans                    | PO               | 6000     | 6021           | Elsässische Maschinenbau AG  | 1’E h4v                                 |      |
| 30  | Belgien            | Chemins de fer de l'État belge                      | EB               | Reihe 36 | 4401           | Franco-Belge                 | 1’E h4                                  |      |
| 31  | Belgien            | Chemins de fer de l'État belge                      | EB               | Reihe 36 | 4403           | Hainaut                      | 1’E h4                                  |      |
| 32  | Belgien            | Chemins de fer de l'État belge                      | EB               | Reihe 36 | 4404           | Métallurgiques               | 1’E h4                                  |      |
| 33  | Belgien            | Chemins de fer de l'État belge                      | EB               | Reihe 36 | 4405           | Haine-Saint-Pierre           | 1’E h4                                  |      |
| 34  | Brasilien          | Compagnie auxiliaire des Chemins de fer au Brésil   |                  |          | 335            | Borsig                       | 1’D n2                                  |      |
| 35  | Belgisch-Kongo     | Compagnie du chemin de fer du bas-Congo au Katanga  | BCK              |          | 5              | St. Léonard                  | 2’D n2                                  |      |

## Tenderlokomotiven
| Nr. | Land                   | Bahngesellschaft                               | Kürzel          | Baureihe | Betriebsnummer | Hersteller            | Bauart                            | Bild |
| --- | ---------------------- | ---------------------------------------------- | --------------- | -------- | -------------- | --------------------- | --------------------------------- | ---- |
| 36  | Belgien                | Chemins de fer de l'État belge                 | EB              | Reihe 15 | 3529           | Boussu                | 2’B1’ h2t                         |      |
| 37  | Preußen                | Preußische Staatseisenbahnen                   | K.P.u.G.H.St.E. | T 10     | Mainz 7406     | Borsig                | 2'C h2t                           |      |
| 38  | Belgien                | Compagnie du Nord-Belge                        | NORD Belge      |          | 631            | John Cockerill        | D n2t                             |      |
| 39  | Französisch-Guayana    | Compagnie de chemin de fer de Konakry au Niger |                 |          | M 101          | Batignolles           | C’C n4v Meterspur                 |      |
| 40  | Belgien                | Nationale Kleinbahngesellschaft                | NKG             |          |                | La Meuse              | C n2t                             |      |
| 41  | Spanien                | Ferrocarril de Langreo                         |                 |          |                | Haine-Saint-Pierre    | C n2t                             |      |
| 42  | Belgien                | Tessinbahn                                     |                 |          | 321            | St. Léonard           | C h2t                             |      |
| 43  |                        | Deutsche Nebenbahnen                           |                 |          |                | Henschel              | C n2t                             |      |
| 44  | Belgien                | Nationale Kleinbahngesellschaft                | NKG             |          |                | Hainaut               | C n2t                             |      |
| 45  | Belgien                | Nationale Kleinbahngesellschaft                | NKG             |          |                | La Meuse              | C n2t                             |      |
| 46  | Belgisch-Kongo         | Congobahnen                                    |                 |          |                | Hainaut               | C n2t Meterspur                   |      |
| 47  | Belgien                | Belgische Vicinalbahnen                        |                 |          | 572            | Métallurgiques        | C h2t Meterspur Tramwaylokomotive |      |
| 48  | Belgien                | Belgische Vicinalbahnen                        |                 |          | 573            | St. Léonard           | C h2t Meterspur Tramwaylokomotive |      |
| 49  | Belgien                | Belgische Vicinalbahnen                        |                 |          | 563            | Leuvense Metaalwerken | C n2t Meterspur Tramwaylokomotive |      |
| 50  | Belgien                | Belgische Industriebahnen                      |                 |          |                | La Meuse              | C n2t Meterspur                   |      |
| 51  | Belgien                | Belgische Industriebahnen                      |                 |          |                | La Meuse              | B n2t                             |      |
| 52  | Belgien                | Belgische Industriebahnen                      |                 |          |                | La Meuse              | B n2t                             |      |
| 53  | Belgien                | Belgische Industriebahnen                      |                 |          |                | Biesme                | B n2t                             |      |
| 54  | Belgien                | Belgische Industriebahnen                      |                 |          |                | Métallurgiques        | B n2t                             |      |
| 55  | Belgien                | Belgische Industriebahnen                      |                 |          |                | Borsig                | B n2t 900-mm-Spur                 |      |
| 56  | Deutsches Reich        | Deutsche Industriebahnen                       |                 |          |                | J. A. Maffei          | B n2t 900-mm-Spur                 |      |
| 57  | Vereinigtes Königreich | Kranlokomotive                                 |                 |          |                | Hawthorn              | B n2t                             |      |

## Triebwagen
| Nr. | Land       | Bahngesellschaft             | Kürzel          | Baureihe | Betriebsnummer | Hersteller        | Bauart                                                | Bild |
| --- | ---------- | ---------------------------- | --------------- | -------- | -------------- | ----------------- | ----------------------------------------------------- | ---- |
|     | Preußen    | Preußische Staatseisenbahnen | K.P.u.G.H.St.E. | VT 21    |                |                   | Bo Benzoltriebwagen mit elektrischer Kraftübertragung |      |
| 58  | Frankreich | Chemins de fer du Nord       | Nord            | VV       | TBV            | Buffaud & Robatel | 1A Dampftriebwagen                                    |      |